# 大場茂馬

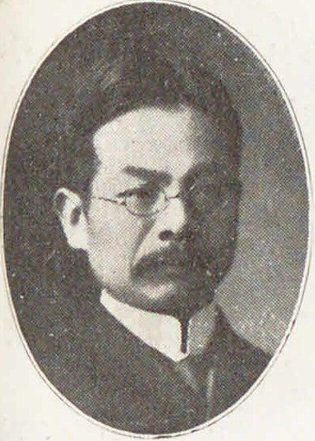
大場茂馬

大場 茂馬（おおば しげま、1869年12月19日（明治2年11月17日） - 1920年（大正9年）12月30日）は、日本の刑法学者、弁護士、政治家。元公安審査委員会委員長の大場茂行は息子。

## 経歴
- 1869年12月19日 山形市に生まれる
- 山形県中学校（現・山形県立山形東高等学校）を経て、
- 1887年 英吉利法律学校（現・中央大学）に入学
- 1890年 東京法学院（英吉利法律学校を改称）を卒業
- 1891年 代言人試験に合格
- 1895年 秋田県大館区裁判所判事となる
- 1897年 神戸地方裁判所判事
- 1898年 名古屋地方裁判所・区裁判所判事
- 1902年 東京地方裁判所検事
- 1905年 ドイツ・ミュンヘン大学に留学し、ビルクマイヤー（ドイツ語版）に師事する
- 1908年 帰国
- 1909年 司法省参事官となる
- 1913年 大審院判事となる
- 1914年 大審院判事を辞職し、弁護士になる
- 1915年 第12回衆議院議員総選挙に当選し政界に進出する
- 1920年 第14回衆議院議員総選挙に落選
- 1920年12月30日 死去、51歳没

## 人物
明治から大正の日本の刑法学は、富井政章、穂積陳重らがよってたつ主観主義を前提とする新派・近代学派と、客観主義を前提とする旧派・古典学派が対立しており、当時、旧派を代表する学者であり、ギュスターヴ・エミール・ボアソナードの弟子でもある宮城浩蔵は、犯罪を社会的害悪であると同時に道徳的悪であるとしてフランス新古典派がよってたつ折衷主義の立場をとっていた。
1871年のドイツ刑法典を参考にし、ドイツの近代学派が主張した新しい刑事政策的思想を取り入れた現行刑法が1907年に成立すると、新派の牧野英一は、独自の法律進化論の立場から、刑法は旧派刑法理論から新派刑法理論に進化していくものであると主張し、現行刑法の成立こそ新派の勝利の証であるとして凱歌をあげた。
大場は、このように新派が人道的科学的なものとして刑法学の主流になっていく時代に、自由主義的でありながら道義も重んじる旧派（後期旧派）の立場から果敢に挑戦を挑み、論争を繰り広げた。
大場の学説は、大正から昭和にかけて小野清一郎（後期旧派）、自由主義的傾向が顕著だった瀧川幸辰（前期旧派）に継承され、以後日本の刑法におけるドイツ刑法の影響は次第に決定的なものとなっていった。 
また、大場は、娼妓が身請け人の束縛から離れて自らの意思により廃業できるよう、刑法上で理論付けた。

## 著書
- 『刑事政策大綱』（1909年）
- 『刑法各論』（上巻1909年、下巻1910年）
- 『刑法総論』（上巻1912年、下巻上冊、下巻中冊1914年、下巻下冊1917年）
- 『陪審制度論』（1914年）